# 斉藤澄子

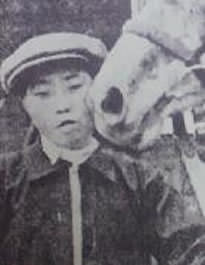
斉藤澄子

斉藤 澄子（さいとう すみこ、1913年（大正2年）1月10日 - 1942年（昭和17年）8月22日）は、日本の元騎手、元厩務員（京都競馬場）。岩手県岩手郡厨川村（現在の盛岡市）出身。
一度もレースで騎乗することのなかった、日本及び世界初の女性騎手として知られる。
なお、苗字については「斎藤」、名については「すみ」「すみ子」の表記がある。

## 来歴
実家は農家で、幼少の頃から馬に親しんだ生活を送った。10代の前半に父が死亡し母も病気で体調を崩したため、学校をやめて馬喰に弟子入りした。修業中に訪れた黄金山競馬場（旧・盛岡競馬場）で競馬のレースを見たことをきっかけに騎手を志すようになり、1929年に福島競馬場の調教師に弟子入りした。
日本の競馬界は当時は伝統的に男尊女卑の思想が強く、福島競馬場時代の師匠からは弟子入りの条件として「男になりきって修行する」ことが要求された。以後常に髪を短髪のオールバックにし胸に晒を巻き煙管でたばこを吸うなど男になりきった。
弟子入り後間もなく調教師が病死したため一時帰郷したが再び騎手を志し上京、東京競馬場の調教師・谷栄次郎に弟子入りして修行を行った。しかし1934年に東京競馬倶楽部の騎手試験を受けたものの女性騎手は風紀上問題があるという理由で不合格とされた。
まもなく谷が京都競馬場へ厩舎を移すことになり、同行して修行を続けた。京都競馬倶楽部の関係者は女性騎手に理解を示し、斉藤は1936年3月に同倶楽部の騎手試験に合格。世界初の女性騎手となった。
谷および京都競馬倶楽部関係者は斉藤のデビュー戦には能力の高い馬を用意する意向を持っており、谷が管理するハコバンザイが出場するレースでデビューさせることにした。しかしその機会を待つ間に農林省および帝国競馬協会から「風紀上問題がある」との理由で出場を禁止する通達が出され、騎乗の機会を奪われた。さらに1937年に日本競馬会が発足すると同会の規則に「騎手にありては満十九歳以上の男子」との規定（当時）が盛り込まれ、斉藤は自動的に騎手免許を剥奪された。谷はこれらの出来事について後々まで「負けてもいいから他の馬に乗せてやっていれば」と悔いた。
その後斉藤は谷の厩舎で、次いで中山競馬場の加藤朝次郎厩舎で厩務員として働いたが、肺血腫を患い29歳で死亡した。